# Ralph Abraham (mathématicien)
Pour les articles homonymes, voir Ralph Abraham et Abraham (homonymie).
Ralph H. Abraham, né le 4 juillet 1936 à Burlington (Vermont) et mort le 19 septembre 2024 à Santa Cruz (Californie), est un mathématicien américain. Il est membre du département de mathématiques de l’université de Californie à Santa Cruz depuis 1968.

## Biographie
Il obtient son Ph.D. à l'université du Michigan en 1960, et occupe des postes à Berkeley, Columbia et Princeton. Il occupe également des postes « visiteurs » à Amsterdam, Paris, Warwick, Barcelone, Bâle et Florence.
Il est impliqué dans le développement de la théorie des systèmes dynamiques dans les années 1960 et 1970. Il est éditeur des journaux World Futures et International Journal of Bifurcations and Chaos (en).
Un des autres sujets d'intérêt de Ralph Abraham est l'étude des voies alternatives d'expression des mathématiques, par exemple visuellement ou oralement. Il a ainsi fondé le Visual Math Institute de l'université de Californie à Santa Cruz en 1975 (il était alors appelé Visual Mathematics Project – projet pour des mathématiques visuelles). Il réalise ainsi des performances dans lesquels les mathématiques, les arts visuels et la musique sont combinés en une seule présentation. Des étudiants sont parfois même autorisés à gagner des crédits en écrivant des articles sur l'impact social et historique des mathématiques, sur lequel le Dr Abraham écrit de manière extensive.
R. Abraham est un membre de l'association culturelle Lindisfarne (en) de l'historien William Irwin Thompson (en).